# Далекий Схід Росії
Далекий Схід Росії — східна частина Росії, яка охоплює території басейнів річок, що впадають у Тихий океан. До регіону належать також острови Сахалін, Курильські, Врангеля, Командорські та Шантарські.

## Географія
Населення — 6,3 млн осіб (близько 5 % населення Росії). Далекий Схід — регіон Росії з найбільшим зниженням населення: за період 1991—2010 рр. населення зменшилося на 1,8 млн осіб (22 %). Від початку дев'яностих років 20 століття Чукотка втратила дві третини населення, Магаданська область — більш як половину, Сахалін та Камчатка — по одній третині, Амурська область та Хабаровський край — приблизно по 20 %. Коефіцієнт приросту населення на Далекому Сході Росії -4,1: Приморський край -3,9, Республіка Саха -1,8, Хабаровський край -1,3, ЄАО -0,7, Сахалін -7,8, Магаданська область -17,3, Камчатський край -6,2, Амурська область -6, Чукотка -14,9. При збереженні існуючих тенденцій Магадан залишиться без населення через 57 років, а Чукотка — через 66 років. За деякими прогнозами населення Далекого Сходу Росії до 2050 року може скоротитися майже на 40 відсотків і складе менш як 4 мільйони осіб. Далекий Схід Росії займає 36,1 % території країни, але в ньому проживає всього 4,4 % населення країни або трохи менш як 6,3 млн осіб. За прогнозами за 2010—2050 роки загальна чисельність населення російського Далекого Сходу може зменшитися на 21,1 %, а працездатного — на 42,5 %.
Площа регіону — 6169,3 тис. км², або близько 36 % території Росії. Географічно, історично і за активністю міграції населення до Далекого Сходу нерідко відносять Забайкалля.

### Склад
До складу Далекосхідного федерального округу входять 9 суб'єктів федерації:
1. Амурська область
2. Єврейська автономна область
3. Камчатський край
4. Магаданська область
5. Приморський край
6. Республіка Саха (Якутія)
7. Сахалінська область
8. Хабаровський край
9. Чукотський автономний округ